# 曽田孝
曽田 孝（そた たかし、1961年9月3日 - ）はNHKの元シニアアナウンサー。

## 人物
島根県立出雲高等学校、早稲田大学を卒業した。趣味が「ビートルズの研究」と語るほどポピュラー音楽全般に知識が広く、福岡局製作の「今日は一日“爆笑コミックソング”三昧IN福岡」では、アナウンス統括担当（通常は番組に出演しない）ながらDJを務めた。

## 過去の担当番組
新潟局時代
- イブニングネットワークにいがた
- FMリクエストアワー

山口局時代
- アナウンス統括
- ゆうゆうワイド（編集責任者）

日本語センター出向時代
- 名曲リサイタル（司会）

福岡局時代
- アナウンス専任部長